# Niżnia Magura Rycerowa
Niżnia Magura Rycerowa (niem. Kleiner Ritterkogel, słow. Malá Licierova Magura, węg. Kis-Lovag-hegy, 1785 m) – ostatni na zachód i najniższy szczyt grzbietu Magury Rycerowej w słowackich Tatrach. Odcinek tego grzbietu po wschodniej stronie Niżniej Magury Rycerowej to Rycerowa Przehyba. Słabo wyodrębniony wierzchołek Niżniej Magury rozgałęzia się na dwa ramiona opadające do Doliny Cichej:
- ramię północno-zachodnie oddzielające Rycerowy Żleb od Magurskiego Żlebu[5] (przez W. Cywińskiego opisywanego pod nazwą Rakitowy Żleb[4]),
- ramię zachodnie oddzielające Rakitowy Żleb od Doliny Szpaniej[5].

Nazwa magura jest pochodzenia wołoskiego i w języku wołoskim oznaczało wzgórze, pagórek, kopiec.
W przeszłości Magura Rycerowa była wypasana. Od 1949 r. całe Kopy Liptowskie są obszarem ochrony ścisłej TANAP-u i jest niedostępny turystycznie. Obecnie jej wierzchołek porasta kosodrzewina, w której sterczy kilka skałek. Stoki są prawie w całości porośnięte lasem i kosodrzewiną. Bezleśne pozostają jeszcze strome stoki Rycerowego Żlebu i część stromych stoków od strony Doliny Szpaniej, stopniowo i one zarastają kosówką. Magura Rycerowa jest dobrze widoczna z czerwonego szlaku turystycznego biegnącego granią główną Tatr od Czerwonych Wierchów na Kasprowy Wierch.